# Hycomat
Der Hycomat bezeichnet die automatische Kupplungsbetätigung für den Personenkraftwagen Trabant 601, die dieser auf Wunsch ab Werk erhalten konnte. Mit einem Hycomat ausgestattete Fahrzeuge wurden als Trabant 601 Hycomat bezeichnet und erhielten die Typbezeichnung Trabant 601-H. Die automatische Kupplungsbetätigung erfolgte zu Beginn hydraulisch später elektrohydraulisch. 

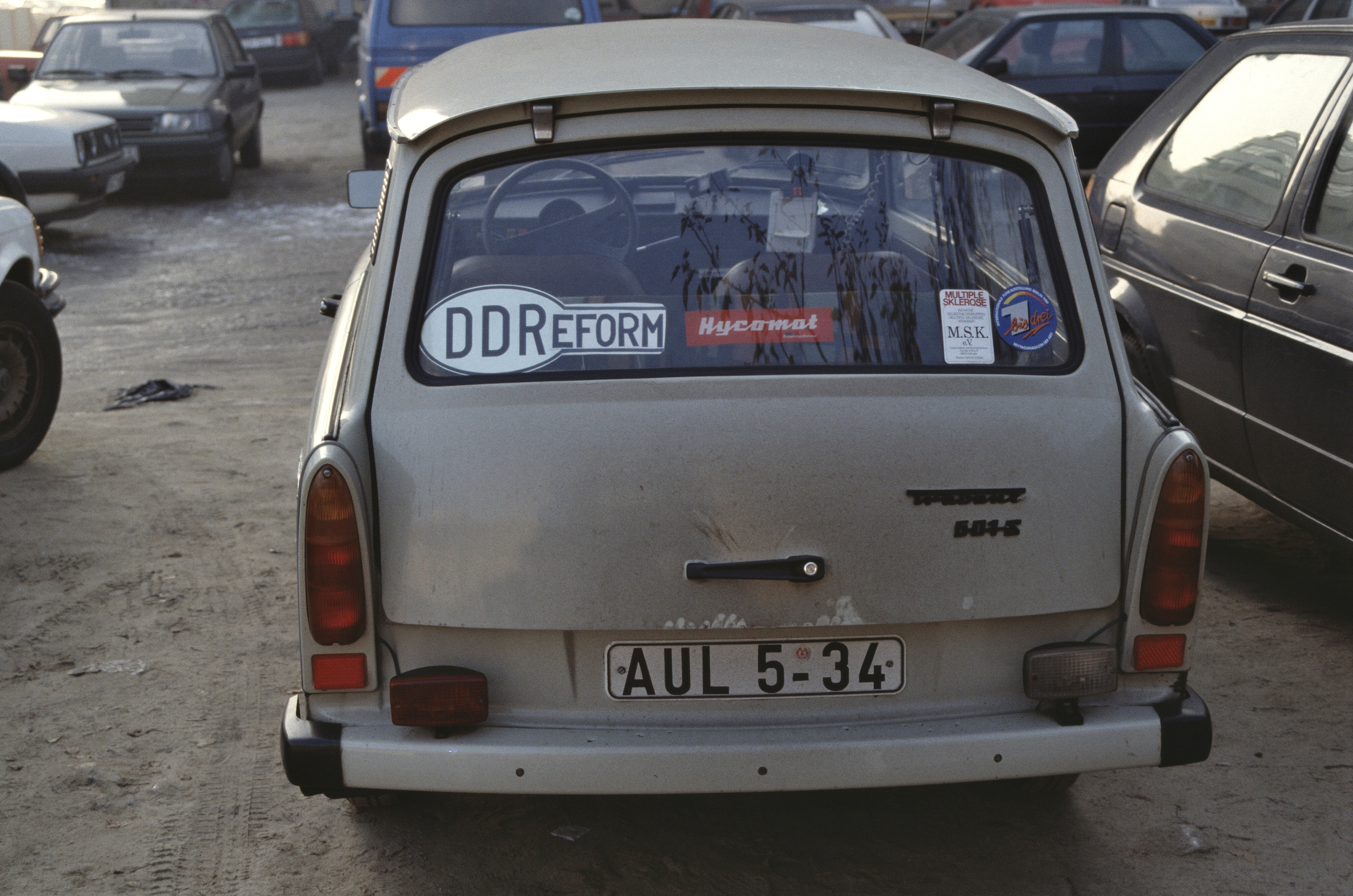
Trabant 601 S Universal (Dezember 1989): Der Hycomat-Aufkleber auf der Heckscheibe weist auf die automatische Kupplungssteuerung hin.

## Allgemeines
Die Fahrzeug-Betriebsanleitung führte dazu aus: "Der Hycomat ist eine automatisierte Einrichtung zum Ein- und Ausrücken der Kupplung, wodurch die übliche Betätigung mit Hilfe des Fußpedals überflüssig ist. Die Kupplung wird in Abhängigkeit von der Motordrehzahl bzw. durch Kontaktlösung vom Schalthebel aus hydraulisch betätigt." Anstelle des Kupplungspedals befindet sich eine "Parksperre". Der Typ Trabant 601-H war für Menschen mit und ohne Behinderung bestellbar. Er war ausdrücklich auch für Menschen ohne zwei voll funktionstüchtige Beine nutzbar. Menschen mit einer solchen körperlichen Behinderung hatten zu dieser Zeit einen Bevölkerungsanteil von ca. 10 Prozent, inklusive der sog. Kriegsversehrten. Der Hersteller VEB Sachsenring Automobilwerke Zwickau gehörte damit bereits in den 1960er Jahren zu den wenigen Herstellern, die ab Werk Fahrzeuge für Menschen mit einer Behinderung produzierten und damit einen heute als Inklusion bezeichneten Ansatz berücksichtigten.
Ab 1982 wurde der Trabant Kombi außerdem ab Werk in einer Versehrten-Ausführung produziert, die neben der automatischen Kupplung weitere Besonderheiten wie geänderte Sitze und verbesserte Ausstattung hatte und komplett per Hand bedient werden konnte.

## Geschichte
Der Trabant 601 H wurde von 1965 bis 1990 als Limousine oder Kombi gebaut und war eine Modellweiterentwicklung innerhalb der 26-jährigen Produktion des Trabant 601. Dieses Auto soll das einzige in der DDR gewesen sein, welches serienmäßig über eine automatische Kupplung verfügte, und wurde 1964 entwickelt, sodass es im Jahr 1965 fertiggestellt und dann in Serie produziert werden konnte. Einer der letzten Hycomaten soll im Jahr 1990 im Werk Zwickauer Sachsenring Automobilwerke produziert worden sein.

## Aufbau
Der Hycomat unterscheidet sich durch seine automatische hydraulische Kupplung von den anderen Versionen des P 601. Dieser Unterschied besteht allgemein in der Verwendung folgender Bauteile:
- Hydraulikpumpe (Zahnradpumpe)
- Steuerventil mit Elektromagnet
- Kupplungszylinder
- Schalthebel mit Berührungskontakt am Schaltgestänge
- Parkbremse bzw. Notpedal

## Wirkweise der Kupplung

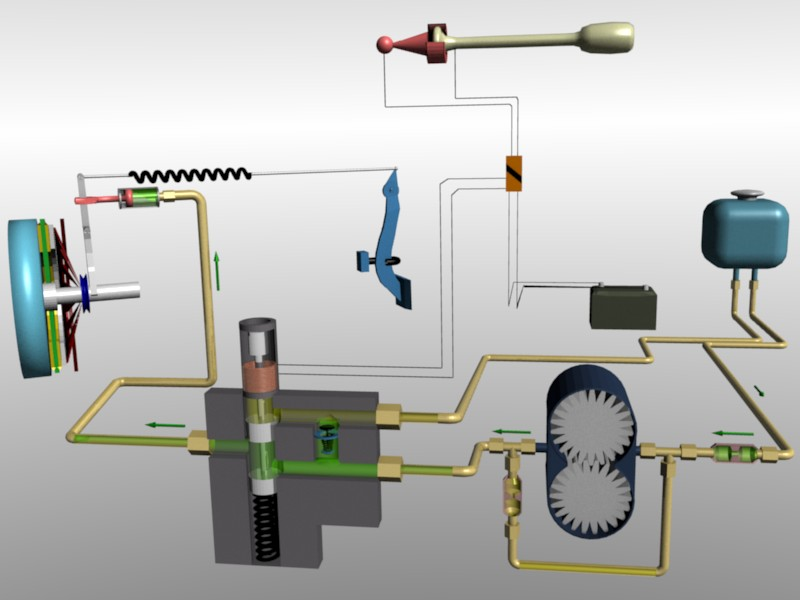
Hycomat-Mechanik im Kupplungszustand (Modell)

Eine Hydraulikpumpe (Zahnrad-Ölpumpe) ist über eine Welle direkt mit der Kurbelwelle des Motors verbunden. Dadurch wird entsprechend zur Motordrehzahl ein bestimmter Druck erzeugt, dieser Druck wirkt über eine Druckleitung auf den Kupplungszylinder. Der Kupplungszylinder übt dabei Wirkung auf einen Kupplungshebel aus, welcher bei steigendem Druck dann eingekuppelt wird. Dieser Mechanismus gewährleistet, dass der Motor bei hohen Drehzahlen bzw. sportlicher Fahrweise sehr schnell einkuppelt, während dieser Vorgang bei geringeren Drehzahlen langsamer abläuft. Legt der Fahrer den nächsten Gang zügig ein, kann sogar ohne Gaswegnahme ruckfrei geschaltet werden. Ein Überdruckventil verhindert übermäßigen Druckanstieg. Eine Ausrückfeder am Kupplungshebel sorgt dafür, dass bei Stillstand und Leerlaufdrehzahl der Motor ausgekuppelt bleibt.
Die Abhängigkeit des Einkuppelns zur Motordrehzahl wird über eine Drosseldüse gesteuert, die sich in einer Verbindungsleitung zwischen Ansaug- und Druckleitung  befindet. Um das Auskuppeln zu beschleunigen, befindet sich außerdem im Schaltgestänge ein elektrischer Kontakt, der durch Betätigen des Schalthebels dafür sorgt, dass ein Steuerventil in der Druckleitung den Kupplungszylinder drucklos werden lässt. Der Druckverlust führt zum sofortigen Auskuppeln. Sobald der Schalthebel nach dem Schaltvorgang wieder losgelassen wird, baut sich wieder Druck in der Druckleitung auf und der eingelegte Gang wird wie beschrieben automatisch eingekuppelt. Somit ist auch ein ruckfreies Zurückschalten ohne Gaswegnahme möglich, sofern der Fahrer den nächsten Gang zügig einlegt.
Unter der Motorhaube befindet sich als Unfallsicherung ein Sicherheitsschalter für die hydraulische Kupplung. Diese wirkt bei aktiver Betätigung dem ungewollten automatischen Einkuppeln in das Getriebe entgegen. Bei geöffneter Motorhaube kann das Fahrzeug daher nicht losfahren oder blockieren, durch z. B. eine Fehlfunktion bei einer Reparatur.

## Betriebszustände

### Leerlauf

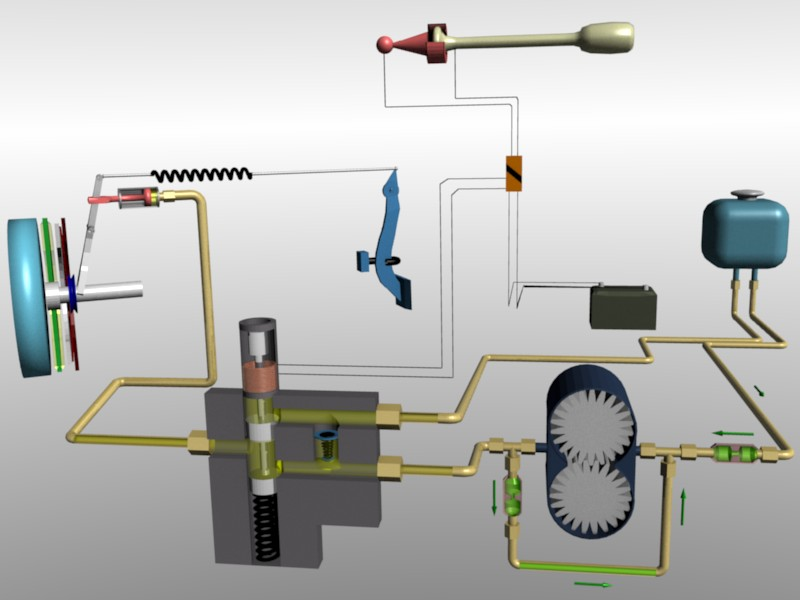
Hycomat-Mechanik im Leerlauf (Modell)

Der Leerlauf wird durch Berühren des Schalthebels bei laufendem Motor, durch hydraulische Kupplung oder durch das Einrasten der Parkbremse, durch mechanische Kupplung, sichergestellt.

### Anfahren
Sobald der Motor angelassen wurde, muss das Fahrpedal zurückgenommen werden, sodass der Motor mit seiner Leerlaufdrehzahl weiterlaufen kann. Anschließend kann der 1. Gang oder der Rückwärtsgang durch Betätigung des Schalthebels eingelegt werden. Dann wird durch Treten des Gaspedals die Motordrehzahl gesteigert und die hydraulische Kupplung kuppelt automatisch ein, sodass das Fahrzeug anfährt.
Am Berg soll die Handbremse erst gelöst werden, wenn das Fahrzeug spürbar anziehen will.

### Schalten

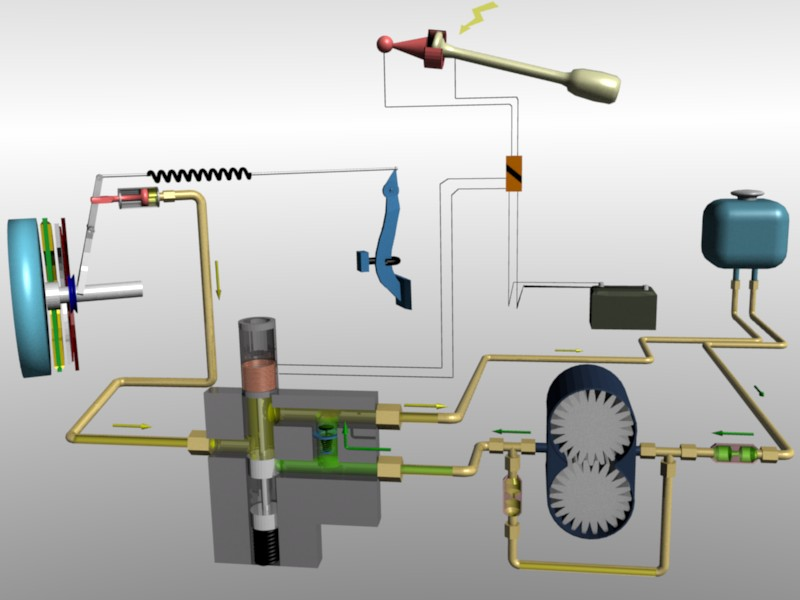
Hycomat-Mechanik im Schaltvorgang (Modell)

Durch die Berührung des Schalthebels schaltet der innenliegende Kontakt, woraufhin das Relais den Strom zum Elektromagneten unterbricht. Mittels einer Druckfeder bewegt sich der Steuerschieber in Nullstellung. Damit wird schlagartig das Hydrauliköl aus dem Kupplungszylinder zum Hydrauliktank abgelassen und der Ausrückhebel wird zurückgezogen. Gleichzeitig blockiert der Schieber die Druckleitung der Pumpe und Überdruck wird über das Druckbegrenzungsventil abgeleitet. Die Kupplung ist offen und es kann geschaltet werden. Nach dem Loslassen des Schalthebels wiederholt sich der Vorgang Anfahren.

### Bremsen und Anhalten
Das Fahrzeug kann durch das Betätigen der Bremse über das Bremspedal oder durch das Ausrollen zum Stehen gebracht werden. Die Fahrgeschwindigkeit sinkt ab auf die Leerlaufdrehzahl und in diesem Augenblick kuppelt die automatische Kupplung selbstständig aus. Ein Abwürgen des Motors ist nicht möglich.

### Parken und Notbetätigung

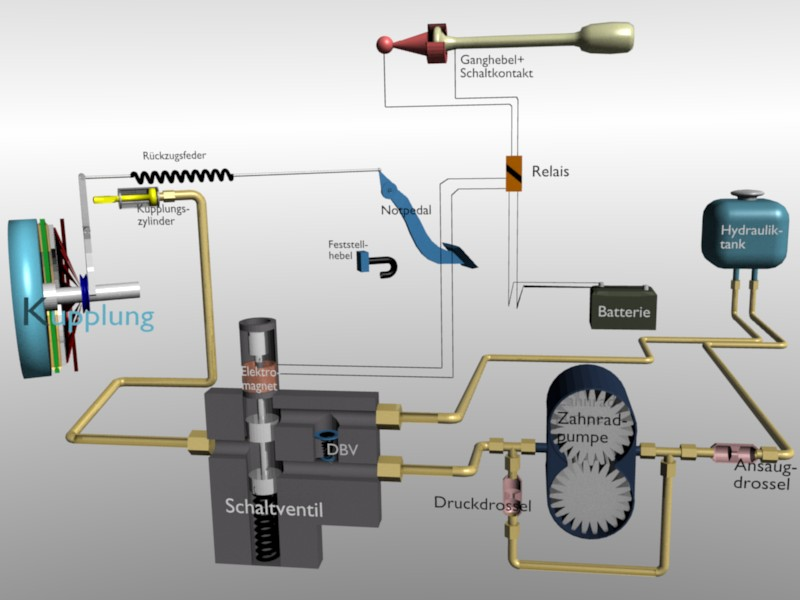
Hycomat-Mechanik in Notbetätigung und Beschriftungen der Modellteile

Zur Ergänzung wird beim Parken eine Parksperre im Hycomat benutzt. Die Klinke eines Sperrhebels befindet sich dort, wo normalerweise das Kupplungspedal angeordnet ist. Der Sperrhebel spannt in eingerasteter Stellung mittels Seilzug die Ausrückfeder. Nach Einlegen des 1. Gangs, wird durch einmaliges Treten der Klinke der Sperrhebel ausgerastet und so die Ausrückfeder entspannt, sodass die Kupplung einrückt und Kraftschluss herstellt. Im Falle, dass der Motor nicht anspringt, kann die Parksperre als manuell betätigte Kupplung gebraucht werden. In gelöster Stellung und eingelegtem Gang kann das Fahrzeug angeschoben werden. Auf diese Weise kann das Fahrzeug auch manuell gekuppelt gefahren werden, wenn die automatische Kupplung defekt sein sollte.

### Winterbetrieb
In der Saugleitung (zwischen Pumpe und Vorratsbehälter) befindet sich eine Ansaugdrossel, die die Wirkung der Pumpe bei zähflüssigem Öl drosselt, sodass ein zu hartes Greifen der Kupplung bei Kälte verhindert wird. Der Motor läuft erst ab einer bestimmten Temperatur im Leerlauf normal. Diese Betriebstemperatur kann durch das Beschleunigen des Motors im ausgekuppelten Zustand leichter erreicht werden, also durch Berühren des Schalthebels und betätigen des Gaspedals.

## Testberichte
Im Testbericht der KFT wurde gelobt, dass sich der Trabant Hycomat sehr schnell schalten lasse und in den Fahrleistungen der manuell betätigten Kupplung nicht unterlegen sei. Sogar ein schneller Gangwechsel ohne Gaswegnahme sei möglich. Er wurde als Bedienungserleichterung vor allem im dichten Stadtverkehr eingeschätzt. Ein sehr gleichförmiger Anfahrvorgang sei auf diese Weise möglich. Kritisiert wurde aber, dass beim Herunterschalten bei niedrigen Drehzahlen kein ruckfreier Kraftschluss erfolgt. Prädestiniert sei der Hycomat für Versehrte, weil er in vielen Fällen den aufwendigen Umbau zu einem behindertengerechten Fahrzeug überflüssig mache. Zusammenfassend wurde festgehalten, dass die Bedienungserleichterung den Hycomat nicht nur für Versehrte und Unerfahrene interessant mache, sondern auch geübten Fahrern eine tatsächliche Bedienungsvereinfachung bringt, ohne Abstriche an den Fahrleistungen. Der Hycomat des Testfahrzeugs wies einige Kinderkrankheiten auf, von denen erwartet wurde, dass sie in der Serienproduktion problemlos beseitigt werden können.